# Charlotta Pisingerová
Charlotta Pisingerová, také Charlotta Holmová-Pisingerová (* 19. prosince 1960 Praha), je česko-dánská lékařka, odbornice na zdravotní problémy související s tabákem,  profesorka na univerzitě v Kodani.

## Život a kariéra
Narodila se v roce 1960 v Praze. Vysokoškolská studia absolvovala na Kodaňské univerzitě, na které v roce 1988 získala magisterský titul, v roce 2004 titul doktorky filozofie a v  roce 2007 titul MPH (Master of Public Health).
Charlotta Pisingerová je předsedkyní výboru pro kontrolu tabáku European Respiratory Society a bývalou prezidentkou Dánské společnosti pro výzkum tabáku. Zasedá v ředitelské radě Dánské epidemiologické společnosti a je členkou výboru pro hodnocení výzkumu nadace Danish Heart Foundation.
Charlotta Pisingerová je prominentní skeptičkou e-cigaret a v září 2019 byla citována v The Observer:
„V Evropě jsme zakázali příchutě z cigaret, protože víme, že to přitahuje mladé lidi ke kouření... Cigarety by měly chutnat jako cigarety, ne jako bonbóny. E-cigarety chutnají jako bonbony a v malých obchodech, kde se prodávají, často vidíme e-cigarety na jedné straně a bonbony na druhé. Samozřejmě to děti přitahuje.“